# Глух Світлана Петрівна
Світла́на Петрі́вна Глух (Черношей-Глух; нар. 11 серпня 1945, Чернігів) — українська піаністка і педагог. Народна артистка України (1997).

## Життєпис
Навчалась в Київському училищі імені Рейнгольда Глієра (викладач М. І. Кузьмін).
1970 — закінчила Київську консерваторію (клас О. Г. Холодної).
1970—1995 — концертмейстер і солістка Національної філармонії України (Київ).
Водночас з 1980 року викладає в Національній музичній академії України імені Петра Чайковського (з 1999 — професор).
Керівник програми «Нові імена України» Українського фонду культури.
Виступає в фортепіанному дуеті з Нелідою Афанасьєвою, в репертуарі якого твори зарубіжних і сучасних композиторів, зокрема Моцарта, Брамса, Шопена, Сільванського, Дичко, Кирейка. Про дует знято фільм «Настрої» (режисер Юрій Суярко).
Гастролювала в США, Нідерландах, Німеччині та інших країнах.
Має фондові записи, грамплатівки.